# Stan Russell
J. Stanley „Stan“ Russell (* 1930 oder 1931) ist ein australischer Badmintonspieler. Dick Russell ist sein älterer Bruder.

## Karriere
Stan Russell siegte 1953 und 1955 bei den australischen Meisterschaften im Herrendoppel. 1955 und 1961 war er dort im Mixed erfolgreich. Für Australien startete er 1952, 1953, 1955, 1957, 1959 und 1961 bei der Whyte Trophy.

## Sportliche Erfolge
| Saison | Veranstaltung                     | Disziplin    | Platz | Name                            |
| ------ | --------------------------------- | ------------ | ----- | ------------------------------- |
| 1953   | Australien: Einzelmeisterschaften | Herrendoppel | 1     | Stan Russell / Allan McCabe     |
| 1955   | Australien: Einzelmeisterschaften | Herrendoppel | 1     | Stan Russell / Don Murray       |
| 1955   | Australien: Einzelmeisterschaften | Mixed        | 1     | Stan Russell / Margaret Foord   |
| 1961   | Australien: Einzelmeisterschaften | Mixed        | 1     | Stan Russell / Margaret Russell |